# Desmocyte

Derme aboral d'un polype

La Desmocyte est, chez les scléractiniaires, un type de cellule du calicoderme permettant l'attachement des tissus à la surface de l'exosquelette .